# Andrómeda (serie de televisión)

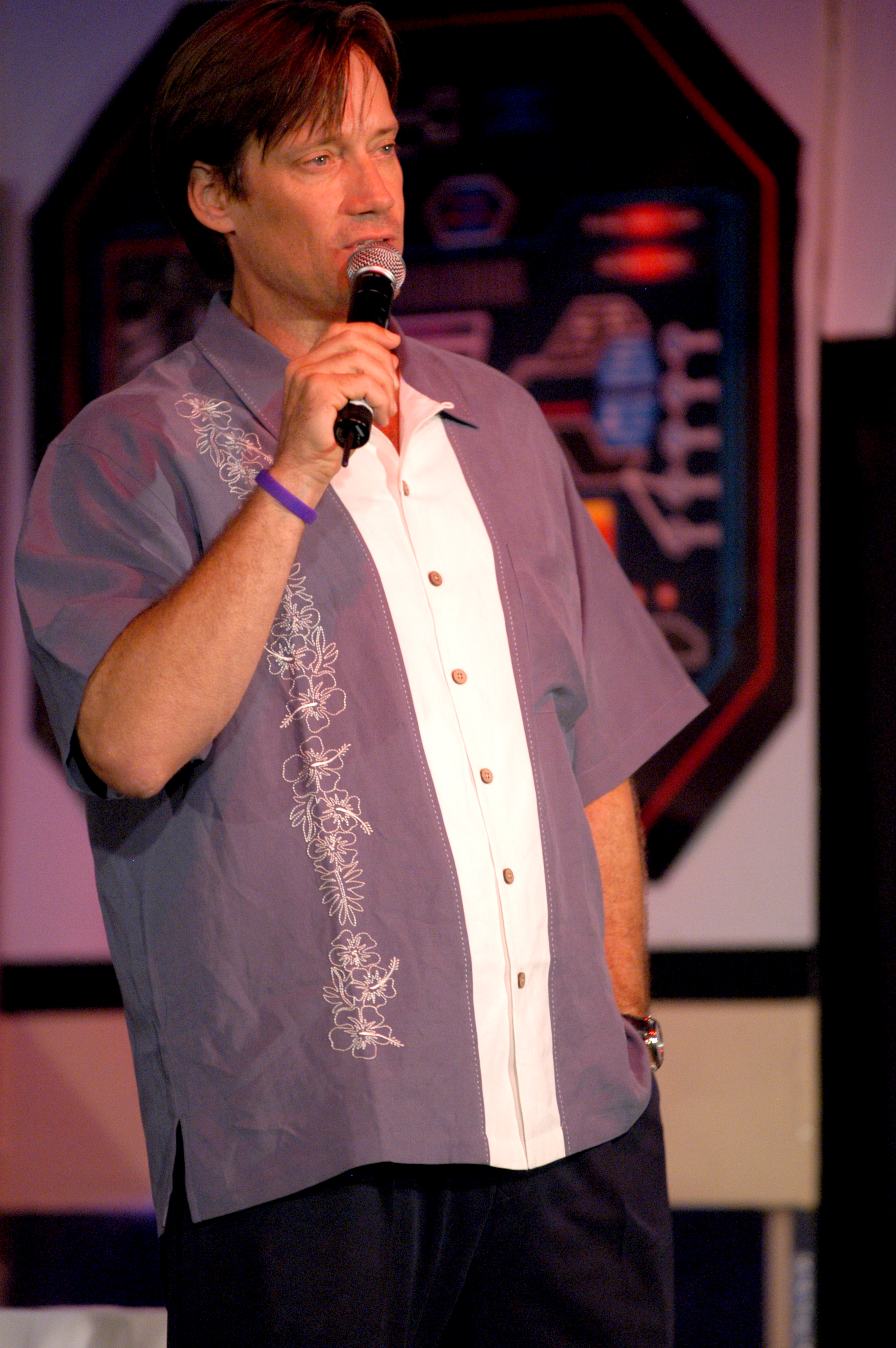
Kevin Sorbo, el Capitán Dylan Hunt en la serie, durante el Gatecon 2005.

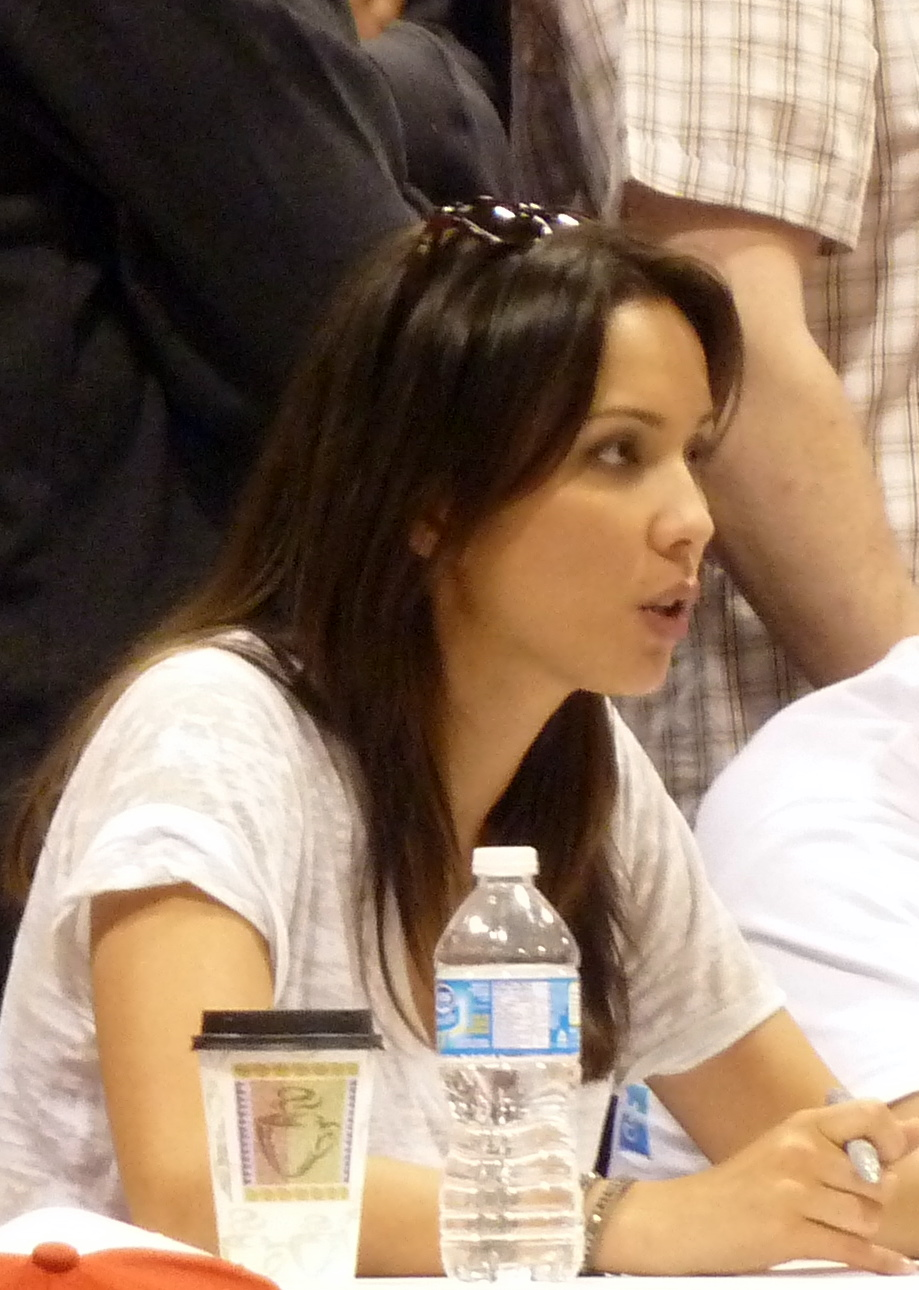
Lexa Doig, Rommie en la serie, en el Fan Expo 2011, Toronto.

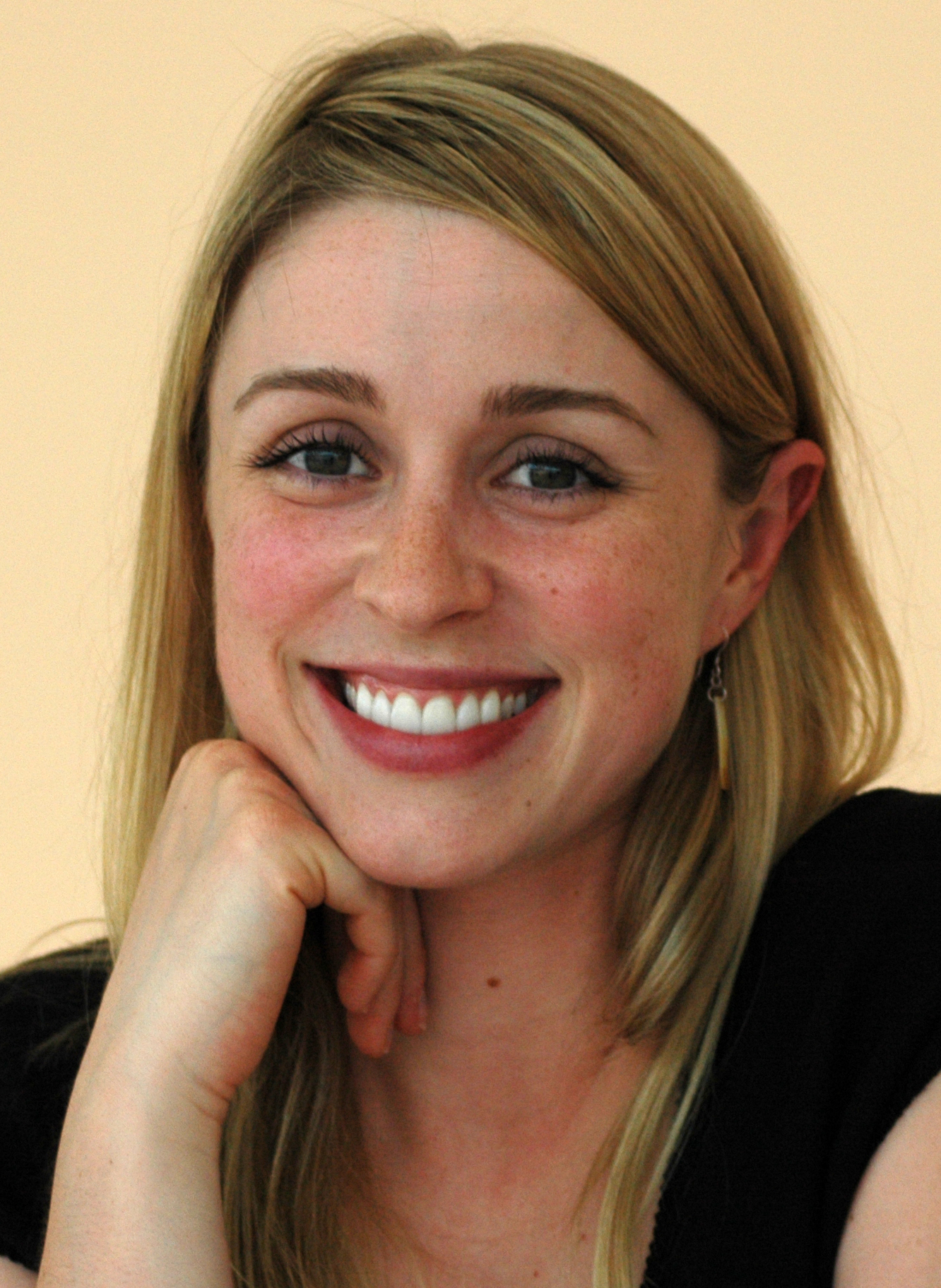
Laura Bertram, Trance Gemini en la serie, en el Fed Con XVI (2007).

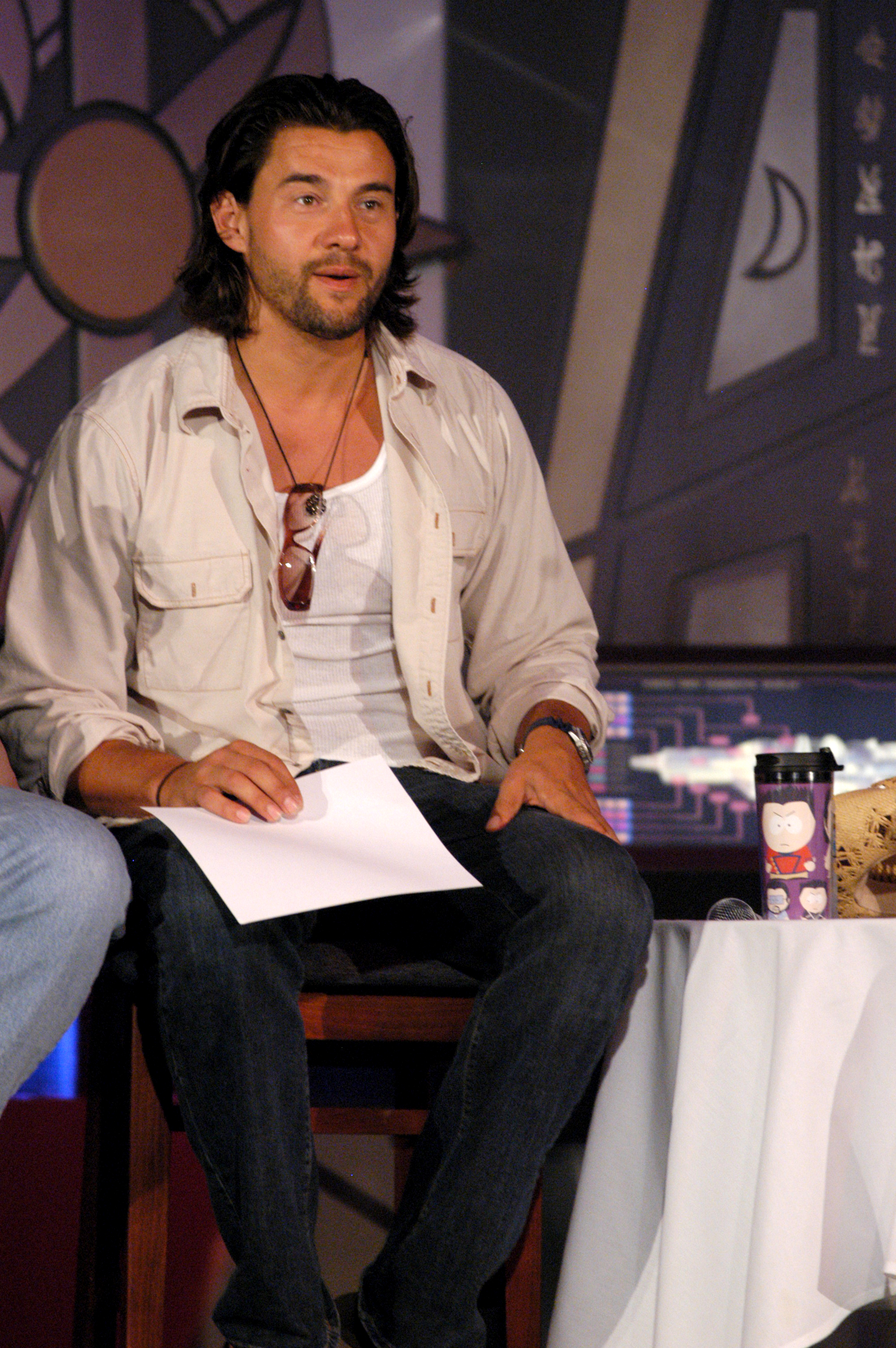
Steve Bacic, Gaheris y Telemachus Rhade en la serie, durante el Gatecon 2005.

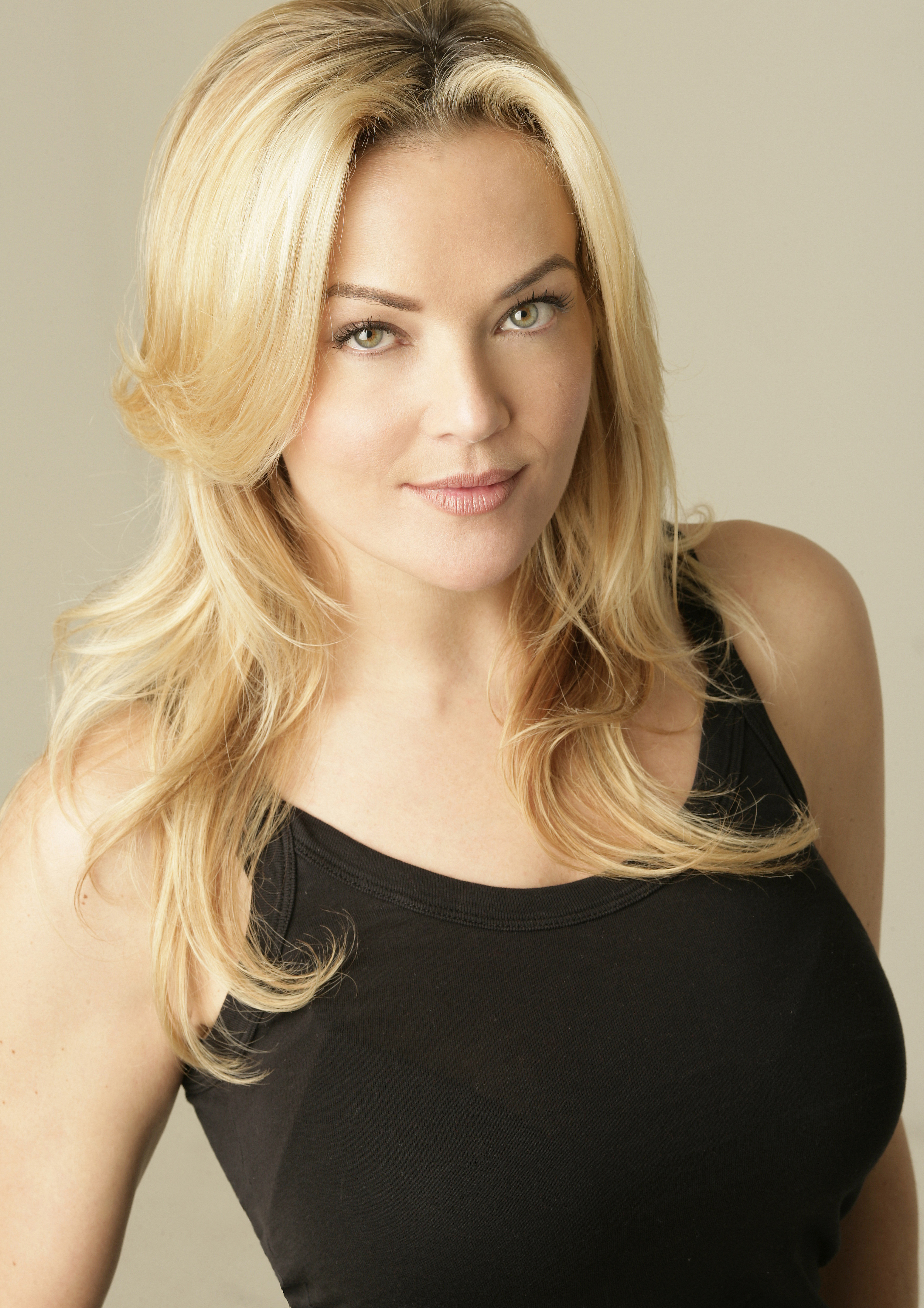
Brandy Ledford, Doyle en la serie.

Andrómeda (en inglés: Gene Roddenberry's Andromeda) es una serie de televisión estadounidense-canadiense de ciencia ficción, creación póstuma de Gene Roddenberry. La serie, dirigida por David Winning y protagonizada por Kevin Sorbo como el capitán Dylan Hunt, fue rodada desde mediados del año 2000 hasta mayo de 2005.

## Argumento
La Mancomunidad de Sistemas, constituida por una sociedad utópica basada en los principios de Tarn-Vedra y que ha llevado la paz a todos los mundos conocidos. Una civilización de más 10 000 años de antigüedad que abarca tres galaxias se aproxima lentamente al abismo.
Una de las especies miembros de la Mancomunidad de Sistemas, los Nietzscheanos, al ver la debilidad y desilusionados con los intentos de paz con los Magog, deciden dar fin a la Mancomunidad de Sistemas.
El Capitán Dylan Hunt al responder a una llamada de ayuda, cae en una trampa de la flota Nietzscheana. En la primera batalla y al enfrentarse a una destrucción casi segura, evacúa su nave Andromeda Ascendant y distrae a la flota enemiga hasta que su tripulación pueda ponerse a resguardo. Para ello utiliza un agujero negro al cual se aproxima peligrosamente con el fin de distraer a la flota enemiga. En la batalla se acerca demasiado al Horizonte de sucesos del agujero negro donde queda detenido virtualmente en el tiempo.
En un instante, 302 años después un equipo del salvamento a bordo del Eureka Maru realiza el rescate de la nave Andromeda Ascendant. La Mancomunidad de Sistemas ha caído, conduciendo a una edad oscura conocida como la larga noche.
Dylan Hunt descubre horrorizado como la civilización donde nació se ha sumido en la barbarie y como todos sus conocidos han muerto. Y sin darse por vencido, se decide a restaurar la Mancomunidad de Sistemas y a reencender la luz de la civilización, reclutando a los tripulantes de la Eureka Maru como su nueva tripulación.
Pronto descubren cómo un gran peligro se aproxima; los Magog regresan con el único fin de destruir lo que queda de la civilización, como lo han hecho desde el principio de los tiempos.

## Personajes

### Protagonistas
- Capitán Dylan Hunt, Comandante de Andrómeda (Kevin Sorbo).
- Beka Valentine, capitana de la Eureka Meru y segunda comandante de la Andrómeda (Lisa Ryder).
- Tyr Anasazi, Nietzscheano del Pride Kodiak (Temporadas 1-3) (Keith Hamilton Cobb).
- Seamus Zelasny Harper, ingeniero y genio (Gordon Michael Woolvett).
- Trance Gemini, Un ser único (Laura Bertram).
- Rommie, El avatar de la IA de la Andrómeda (Lexa Doig).
- Rev Bem, Senderista del Camino y Magog de nombre Plaga Roja (Temporadas 1 y 2) (Brent Stait).
- Telemachus Rhade, un Nietzscheano (Temporadas 4-5) (Steve Bacic).
- Doyle, Un androide (Temporada 5) (Brandy Ledford).

### Actores invitados
- Gaheris Rhade (Temporadas 1-3), Telemachus Rhade (Temporadas 2-5) (Steve Bacic)
- Tío Sid (John de Lancie)
- Charlemagne Bolívar (James Marsters)
- Gabriel/Remiel (Michael Shanks)
- Achilles/Hector (Christopher Judge)
- Avineri (Don S. Davis)
- Fehdman Metis (Tony Todd)
- Professor Logitch (William B. Davis)
- Höhne (Alex Diakun)
- Gerentex (John Tench)
- Tri-Lorn (Nicholas Lea)
- Freya (Dylan Bierk)
- Rev Bem (Temporada 3) (Brent Stait)
- Tyr Anasazi (Temporada 4) (Keith Hamilton Cobb)
- El Patriarca (Michael Ironside)
- Capitán Metis (Tony Todd)

## Razas
- Humanos
  - Humanos naturales Homo sapiens sapiens
  - Toldos (humanos mutantes de gravedad pesada)
  - Nietzscheanos (Homo sapiens invictus)
    - Clan Kodiac: Tyr Anasazi
    - Clan Orca
    - Clan Drago Kazov
    - Clan Ghunga Din
    - Clan Sabra Jaguar
- Magogs: Rev Bem
- Perseidas
- Nocturnos
- Arasianos
- La raza de Trance (avatares de los cuerpos celestes)
- Than (raza de insectos)
- Calderanos
- Vedranos
- Cascadian
- Muganis (esclavos de los cascadian), autóctonos del planeta Cascada.
- Vokos (plaga gaseosa que infecta los cuerpos y los convierte en zombis)
- Ogamis
- Pirian
- IA y Androides (inteligencias artificiales)

## Organizaciones
- La Guardia Mayor
- Recolectores
- Sociedad de Libre Comercio
- La Biblioteca de Todos Los Sistemas
- Senderistas

## Controversias

### Robert Hewitt Wolfe
Robert Hewitt Wolfe participó en el proyecto desarrollando la idea original, participó como guionista y Coproductor Ejecutivo; fue una de los partícipes en darle el matiz propio de la serie.
Durante la edición de la segunda temporada, por motivos no muy claros, los productores propiciaron la salida de Robert Wolfe. Aunque su influencia sobre la segunda temporada fue importante; en ese punto, trajeron Bob Engels productor ejecutivo de la serie. La razón del cambio fue presumiblemente debido al deseo de hacer la serie más episódica y abierta a los "espectadores ocasionales". 
La versión propuesta de Robert Wolfe consistía en episodios pero contenía diversas líneas argumentales. Después de la emisión de "Uroboros" el último capítulo escrito por Robert Wolfe, esté escribió un manuscrito nombrado CODA sobre la idea que impulsaba la línea argumental que él había creado y su conclusión.
Se ha especulado con que la salida de Robert Wolfe se debió a su negativa a realizar la serie en forma episódica, minimizando las líneas argumentales, así como al rechazo a incrementar el peso del personaje de Kevin Sorbo (Dylan Hunt) en la historia. En el último capítulo escrito por Robert Wolfe los acontecimientos del episodio reflejan los cambios principales que estaba dispuesto a hacer a la serie con respecto al equilibrio de los personajes y la profundidad de la línea argumental.
Cuando Bob Engels asumió el control y comenzó en un formato más "episódico", los capítulos perdieron las líneas argumentales. Las reacciones de los fanes fueron variadas. Los nuevos productores intentaron aligerar la seriedad de la línea argumental original y aumentar el peso del personaje de Dylan Hunt (Kevin Sorbo). Muchos fanes sintieron que la calidad y la diversión de la serie habían declinado y que se había trasformado en un "Hércules del espacio" (véase Hércules los viajes legendarios). Por lo tanto, el éxito del formato episódico era cuestionable y la sensación de la mayoría de fanes que el despido de Wolfe y el cambio al formato episódico fue el momento en que la serie dio un "jumped the shark". Se produjo una ruptura con las líneas argumentales precedentes, contradicciones en el desarrollo de los personajes, diálogos sin sentido, contradicciones con capítulos precedentes y desaparición absurda de personajes.

### Controversia con respecto a Ayn Rand
Los Nietzscheanos se originan en la "Estación espacial Ayn Rand", y aparecen en la serie leyendo libros de esa filósofa-novelista, lo cual ha provocado cierto malestar entre los seguidores de esta autora, que aducen lo siguiente:
- Ayn Rand afirmó que el inicio del uso de la fuerza es un mal absoluto, lo cual está en total oposición con la filosofía de los Nietzscheanos en la serie.

- Ayn Rand criticó duramente a Nietzsche y a su obra. Dos citas como ejemplo:

"Está usted equivocado en ver cualquier paralelismo entre mi filosofía y la de Nietzsche. Nietzsche era un archi-partidario del irracionalismo (ver su Nacimiento de la Tragedia)". Letters of Ayn Rand, 24 de agosto de 1963
"Filosóficamente, Nietzsche es un místico y un irracionalista. Su metafísica consiste en algo "Byroniano" y algo sobre un Universo místicamente "malevolente"; su epistemología subordina la razón a la "voluntad", o al sentimiento, o al instinto, o a la sangre y las virtudes innatas del carácter. Pero, como poeta, proyecta a veces (no de forma consistente) una magnífica sensación de la grandeza del hombre, expresada en términos emocionales, no intelectuales." Fuente: Introducción a la edición especial por el 25 aniversario de "El manantial".
Otra referencia a Ayn Rand es el nombre con el que se bautiza al mundo orbitando la estrella Beta Sirius Omega: El Dr. Paul Museveni bautiza a este mundo como "Fountainhead" ("Manantial"), declarándolo hogar de la raza Nietzscheana. "The Fountainhead" es el título de una novela de Ayn Rand.
La "filosofía" de los Nietzscheanos también incluye elementos de Charles Darwin y de Richard Dawkins (autor del "El gen egoísta"). Según los guionistas de la serie, una posibilidad era llamar "Dawkianos" a los Nietzscheanos, pero se eligió este último nombre por su más rotundo sonido.

### Presupuesto
El dinero para la serie era escaso, más en comparación con otras del mismo género, por lo que se optó por reutilizar secuencias ya grabadas y/o previamente postproducidas a lo largo de toda la serie para abaratar costes.

## Guía de episodios
Este es el listado de todos los episodios de la serie de TV Andrómeda de Gene Roddenberry. Cada una de sus 5 temporadas consta de 22 capítulos, conformando así una serie con 110 episodios en total.

### Temporada 1
- A1.01 "Under the night"

El capitán Dylan Hunt, a bordo de la nave Andrómeda, acude a una llamada de socorro, para encontrarse con una emboscada, preparada por un vasto ejército de Nietcheanos.
Traicionado por su Primer Oficial de raza Nietcheano, Hunt da orden de abandonar la nave a toda la tripulación, cuando se ve atraído hacia un agujero negro, y absorbido por él.
El intenso campo gravitatorio congela la nave en el tiempo, hasta que ésta es rescatada 300 años después por la tripulación del Eureka Meru, una nave independiente que le muestra a Hunt que el mundo ha cambiado mucho en ese tiempo.
- A1.02 "An Affirming Flame"

Tras duros enfrentamientos, el capitán Hunt convence a la tripulación del Eureka Meru para unir fuerzas y que estos se conviertan en la nueva tripulación de la Andrómeda Ascendant.
El primer desafío al que deben hacer frente juntos es a las intenciones de Tyr Anasazi de hacerse con la nave, y sobre todo a su fiereza como guerrero Nietchean.
A ello se unirá el deseo de Hunt por restaurar el anterior orden global de la galaxia: LA MANCOMUNIDAD.
- A1.03 "To Loose the Fateful Lightning"

La nave Andrómeda, con el capitán Dylan Hunt y toda su tripulación a bordo, visitan un lugar donde pueden repostar armas y combustible.
Allí descubren a un grupo de niños, descendientes de los originales pobladores de la base, que están intentando sobrevivir desde la caída de la Mancomunidad, régimen al que pertenecía el capitán.
- A1.04 "D minus Zero"

La nave Andrómeda es atacada por otro misterioso vehículo mientras el capitán Dylan Hunt y el resto de la tripulación investigan lo que parece el ataque a una nave de apoyo médico.
La extrema situación termina llevando a un enfrentamiento entre Beka, Tyr y Dylan por ver quién lleva el liderazgo del Andrómeda..
- A1.05 "Double Helix"

El capitán Dylan Hunt debe salvar a la nave Andrómeda de los peligrosos Nietzschanos, que están intentando convencer a Tyr para que les ayude a destruir la nave y para que vuelva, junto a ellos, a la salvaje vida que llevaba en el pasado.
Lo más tentador para el miembro de la tripulación del Andrómeda es que esta nueva vida incluiría una esposa.
- A1.06 "Angel Dark, Demon Bright"

Dylan se enfrenta a una difícil decisión cuando la nave Andrómeda regresa en el tiempo a unos días antes de que estallara la decisiva batalla entre los revolucionarios Nietzscheanos y el anterior gobierno de la galaxia, y que acabó con la derrota y la destrucción de este último.
El capitán Hunt se plantea si debe o no participar activamente en el combate.
- A1.07 "The Ties that Bind"

El hermano de Beka, un experto en estafas que no tiene escrúpulos y al que ni siquiera le preocupa poner en peligro a los miembros de su propia familia, coloca en un grave riesgo a la nave Andrómeda y a toda su tripulación, convirtiéndolos en los principales objetivos de un ataque del ejército Restoriano, después de llevar a cabo uno de sus planes.
- A1.08 "The Banks of the Lethe"

Después de un largo periodo de tiempo, con trescientos años separándolos y un agujero negro como obstáculo principal interponiéndose entre ambos, el capitán Dylan Hunt logra reunirse con Sara, su prometida en el pasado.
- A1.09 "A rose in the ashes"

Después de que la comunicación con la tripulación del Eureka Maru se interrumpa por completo, Dylan Hunt y Rommie se ven obligados a permanecer en un planeta-prisión y a hacerse amigos de los presos que están allí recluidos.
- A1.10 "All Great Neptune's Ocean"

Tyr es acusado de asesinar a un anti-nietzscheano que estaba en la nave Andrómeda para firmar un tratado de paz con el capitán Dylan Hunt.
Pero pronto se descubre que cualquier tripulante de la nave puede haber sido el asesino.
- A1.11 "The Pearls That Were His Eyes"

Beka Valentine recibe en la nave Andrómeda una llamada de su querido tío Sid.
Pronto queda decepcionada cuando descubre que la persona a quién admiraba se ha convertido en un ambicioso hombre de negocios.
- A1.12 "The mathematics of tears"

La nave Andrómeda encuentra a su nave hermana, la Pax Magellanic, gravemente dañada.
Cuando la tripulación del Andrómeda comienza a investigar qué le ha pasado llega a conclusiones que ponen en peligro a todos.
- A1.13 "Music of a distant Drums"

Después de haberse estrellado en un planeta extraño e inexplorado, Tyr sufre una pérdida total de memoria y recibe un misterioso regalo para protegerse de unos agresivos nietzchienianos que le persiguen por el lugar.
- A1.14 "Harper 2.0"

De forma súbita, Harper recibe una avalancha de datos que le produce una sobrecarga. Investigando, descubre la causa: un Perseid gravemente herido le ha transferido toda esa información antes de morir.
- A1.15 "Forced perspective"

El capitán de la nave Andrómeda, Dylan Hunt, es capturado y forzado a admitir que mató al líder de los Mobius, sumiendo a esta población en el caos durante los trescientos años que estuvo desaparecido viajando en el tiempo.
- A1.16 "The sum of its parts"

Un robot humanoide visita a la tripulación del Andrómeda, y les ayuda a combatir a una cultura de máquinas organizadas que quiere apoderarse de la nave. Sólo así puede comprender lo que significa ser humano.
- A1.17 "Fear and Loathing in the Milky Way"

Trance, Harper y su nuevo empleado Gerentex, pícaros galácticos de poco fiar y sin oficio ni beneficio tienen que hacer un particular equipo, en contra de su voluntad, para buscar un valioso artefacto.
- A1.18 "The Devil take the hindmost"

Rev Bem recibe una llamada de un amigo que necesita su ayuda. Este le suplica que le ayude a salvar el lugar donde vive, Serendipity, que sabe que va a ser invadido por despiadados traficantes de esclavos.
- A1.19 "The Honey offering"

Un matrimonio acordado entre dos nietszchenianos rivales pone a la nave Andrómeda y a toda su tripulación en peligro cuando el capitán Dylan Hunt accede a servir como medio de transporte para la novia.
- A1.20 "Star-crossed"

Rommie se enamora del único superviviente de la destrucción total de una nave: un androide, que poco después traiciona al tripulante del Andrómeda y se convierte en un enemigo letal que pone en peligro a todos, pues sirve en realidad a la nave de guerra Juicio Equilibrado.
- A1.21 "It makes a lovely light"

Beka pone en serio peligro a toda la tripulación de la nave Andrómeda cuando consume una droga que altera la percepción. El motivo es una dura misión de pilotaje que podría llevar a Dylan de vuelta a su hogar.
- A1.22 "It's hour come 'round at last"

La memoria de la nave Andrómeda, con todos los datos de su tripulación actual, es alterada accidentalmente por Harper, cuando activa una copia de seguridad de la misma, desatando así a una antigua y peligrosa personalidad del sistema informático.

### Temporada 2
- A2.01 "The "Widening gyre"

Tyr y Harper son infectados con unos huevos de Maggog, así que Dylan Hunt y el resto de la tripulación de la nave Andrómeda deben bajar a rescatarlos antes de que estalle la bomba nova que Hunt ha ordenado lanzar sobre el sol artificial del sistema planetario de los Maggog.
- A2.02 "Exit strategies"

Dylan, Beka, Rev Bem y Tyr están huyendo de un grupo de nietzscheanos cuando se dan cuenta de que su única posibilidad de escape es efectuar un aterrizaje forzoso en un planeta helado.
- A2.03 "Heart for falsehood framed"

Hunt y el resto de la tripulación de la nave Andrómeda sustituyen una reliquia sagrada por una falsificación, intentando que haya paz entre dos grupos enfrentados en una sanguinaria guerra.
- A2.04 "Pitiless as the sun"

De visita en Isini, se le pide a Hunt y al resto de la tripulación de la nave Andrómeda que permanezcan en el lugar e investiguen una serie de misteriosos ataques que han sufrido.
- A2.05 "Last Call at the Broken Hammer"

Dylan Hunt y un grupo de tripulantes de la nave Andrómeda se aventuran en un inhóspito planeta desierto intentando localizar al líder de un grupo gubernamental desaparecido.
- A2.06 "All too human"

Mientras intenta destapar unos malvados planes anti.-máquinas, Rommie va descubriendo diversos prejuicios hacia las inteligencias artificiales entre la gente que le rodea.
- A2.07 "Una Salus Victus"

Dylan Hunt y el resto de la nave Andrómeda no tiene más remedio que entablar combate con un poderoso nietzscheano mientras intentan llevar suministros médicos a un planeta aliado.
- A2.08 "Home fires"

Un extraño le da a Dylan un mensaje remitido por su novia muerta, y que le lleva hasta un mundo aún inexplorado, y habitado por descendientes de su antigua tripulación y amigos.
- A2.09 "Into the labyrinth"

Una conferencia de los aliados de Dylan Hunt y la Andrómeda se descubre como un nido de espías, cuando Harper es atacado por un grupo de agresivos desconocidos.
- A2.10 "The Prince"

Un joven miembro de la realeza se convierte en elemento clave para detener un avance extraterrestre. Así, Dylan y Tyr se ven convertidos en coregentes para ayudar al joven monarca.
- A2.11 "Bunker Hill"

La tripulación vuelve por primera vez a la Tierra, donde Harper intenta, por todos los medios y la colaboración de la Andrómeda, salvar a su mundo natal de la ocupación.
- A2.12 "Ouroboros"

Dylan Hunt y la tripulación de la nave Andrómeda se enfrentan a una terrible distorsión de la realidad espacio-temporal. Además, Harper enferma y la infección amenaza con matarlo.
- A2.13 "Lava and Rockets"

A pesar de no estar muy cómodo con su papel,. Dylan Hunt, el capitán de la nave Andrómeda, se ve forzado a secuestrar una nave espacial turística para escapar de unos mercenarios.
- A2.14 "Be all my sins remembered"

Mientras hace un largo viaje para acudir al entierro de un antiguo compañero de tripulación y novio, Bobby Jensen, Beka comienza a recordar cómo se conoceron ella y Harper.
- A2.15 "Dance of the Mayflies"

La tripulación de la nave Andrómeda encuentra en su viaje a numerosas víctimas de una plaga, infectadas por una forma de vida basada en técnicas minúsculas de robótica.
- A2.16 "In heaven now are three"

Dylan, Beka y Trance parten en solitario en busca de una legendaria y antiquísima reliquia, que supuestamente forma parte del llamado "motor de la creación".
- A2.17 "Fair unknown"

La tripulación de la nave Andrómeda, encabezada por Dylan Hunt, se encuentra con un mensaje de ayuda emitido desde una nave calderana. Es al verlo cuando Dylan descubre que a bordo de la misma se encontraba un ser mítico, supuestamente desaparecido, pues nadie había visto a un Vedrano desde que cayese la Mancomunidad y Tan-Vedra se aislase de los nodos de la corriente.
- A2.18 "Belly of the beast"

La nave Andrómeda es engullida de improviso por una criatura espacial de gigantescas dimensiones. Pronto comienzan a sospechar que se trata en realidad de un monstruo mitológico.
- A2.19 "Knight, Death and the Devil"

La tripulación de la nave Andrómeda encuentra en su viaje un campo de prisioneros en el que descubren que están encerrados un grupo de naves y tripulantes de la Guardia Real.
- A2.20 "Inmaculate Preception"

Un grupo de humanos que se hacen llamar Caballeros de la Pureza Genética, se dedican a matar a miles de nietzscheanos desprevenidos cuando se cruzan con la Andrómeda.
- A2.21 "The Things we cannot change"

Dylan Hunt, el capitán de la nave Andrómeda, se enfrenta a una experiencia muy cercana a la muerte en una realidad alternativa a la suya.
- A2.22 "The Tunnel at the end of the light"

La nave Andrómeda se enfrenta a una raza alienígena procedente de otra dimensión. Pronto, Hunt y su tripulación descubren que se trata de un enfrentamiento para el que estaban destinados.

### Temporada 3
- A3.01 "El misterioso túnel" o "If the wheel is fixed"
- A3.02 "Los fragmentos de Rimni" o "The shards of Rimni"
- A3.03 "Locos por salvarse" o "Mad to be saved"
- A3.04 "Cui Bono"
- A3.05 "Arenas planas y solitarias" o "The lone and level sands"

Episodio con diversas referencias a Star Trek.
- A3.06 "Cazas-estela, los perros de la guerra" o "Slipfighter, the dogs of war"
- A3.07 "El beso del leproso" o "The leper's kiss"
- A3.08 "Por quien toca la campana" o "For whom the bell tolls"
- A3.09 "Y tu corazón se irá volando" o "And your heart will fly away"
- A3.10 "El hombre irreductible" o "The unconquerable man"
- A3.11 "Delenda Est"
- A3.12 "El retroceso oscuro" o "The dark backward"
- A3.13 "El riesgo conocido" o "The risk-all point"
- A3.14 "El caballo indicado" o "The right horse"
- A3.15 "¿Qué pasa con un reverendo olvidado?" o "What happens to a rev deferred?"
- A3.16 "Punta de lanza" o "Point of the spear"
- A3.17 "La bóveda de los cielos" o "Vault of the heavens"
- A3.18 "Voz profunda de medianoche" o "Deep midnight's voice"
- A3.19 "Majestad ilusoria" o "The illusion of majesty"
- A3.20 "El crepúsculo de los ídolos" o "Twilight of the idols"
- A3.21 "Día del Juicio, Día de Ira" o "Day of judgement, Day of wrath"

Invitados 3 actores de Stargate SG-1.
- A3.22 "Sombras causadas por un saludo final" o "Shadows cast by a final salute"

### Temporada 4
- A4.01 "Respuestas dadas a preguntas nunca hechas" o "Answers given to questions never asked"
- A4.02 "Trozos de Ocho" o "Pieces of Eight"
- A4.03 "Despertando el artilugio del tirano" o "Waking the tyrant's device"
- A4.04 "Doble o la nada" o "Double or nothingness"
- A4.05 "Harper-Suprimir" o "Harper/Delete"
- A4.06 "Camino del próximo vórtice" o "Soon the nearing vortex"
- A4.07 "El mundo gira a su alrededor" o "The world turns all around her"
- A4.08 "Conducto para el destino" o "Conduit to destiny"
- A4.09 "Maquinaria de la mente" o "Machinery of the mind"
- A4.10 "Razón exaltada, hija deslumbrante" o "Exalted reason, resplendent daughter"
- A4.11 "El tormento, la liberación" o "The torment, the release"
- A4.12 "La estrategia de la araña" o "The spider's stratagem"
- A4.13 "El calor de una luz invisible" o "The warmth of an invisible light"
- A4.14 "Los otros" o "The others"
- A4.15 "El miedo arde hasta convertirse en cenizas" o "Fear burns down to ashes"
- A4.16 "Perdido en un espacio que no está allí" o "Lost in a space that isn't there"
- A4.17 "Atajo a la división del diablo" o "Abridging the devil's divide"
- A4.18 "Confiando en el laberinto gordiano" o "Trusting the gordian maze"
- A4.19 "Simétrica de imperfección" o "A symmetry of imperfection"
- A4.20 "Tiempo fuera de la mente" o "Time out of mind"
- A4.21 "Intervalo disonante I" o "The dissonant interval: Part one"
- A4.22 "Intervalo disonante II" o "The dissonant interval: Part two"

### Temporada 5
En esta 5.ª y última temporada de Andrómeda todo cambia, quedándose tripulación y nave, todos varados en un desconocido planeta dentro del gran misterio que es el propio sistema que lo alberga…
1. "El Peso, Parte 1" o "The Weight: Part 1"
2. "El Peso, Parte 2" o "The Weight: Part 2"
3. "Feromona Factor Miedo" o "Phear Phactor Phenom"
4. "La Decadencia del Ángel" o "Decay of the Angel"
5. "La Escatología de Nuestro Presente" o "The Eschatology of Our Present"
6. "Cuando Da Vueltas" o "When Goes Around..."
7. "Un Largo Discurso" o "Attempting Screed"
8. "Quema las Tierras Indómitas" o "So Burn the Untamed Lands"
9. "Lo Que Será No Es" o "What Will Be Was Not"
10. "La Prueba" o "The Test"
11. "A través de un espejo oscuro" o "Through a Glass, Darkly"
12. "Orgullo antes de la caída" o "Pride Before the Fall"
13. "Un Rayo de Luna se Convierte en ti" o "Moonlight Becomes You"
14. "El Pasado es Prolijo" o "Past Is Prolix"
15. "Los Opuestos de la Atracción" o "The Opposites of Attraction"
16. "Salvando la Luz de un Sol Negro" o "Saving Light from a Black Sun"
17. "Recapitulando" o "Totaled Recall"
18. "Delirio de ensayo cuántico" o "Quantum Tractate Delirium"
19. "La luz de un día más" o "One More Day's Light"
20. "El caos y su silencio" o "Chaos and the Stillness of It"
21. "El corazón del viaje, Parte 1" o "The Heart of the Journey: Part 1"
22. "El corazón del viaje, Parte 2" o "The Heart of the Journey: Part 2"

## Curiosidades
- Al comienzo del rodaje de la quinta temporada, Lexa Doig estaba embarazada, por lo que su personaje fue apartado temporalmente de la serie. De tal modo, y en sustitución del mismo, se creó el personaje de Doyle, interpretado por Brandy Ledford.
- La mujer de Kevin Sorbo, Sam Sorbo, apareció junto a él en 2 episodios de la serie en los que interpretaba a su prometida, la doctora Sara Riley.[1][2]